# Kožařka stromovitá

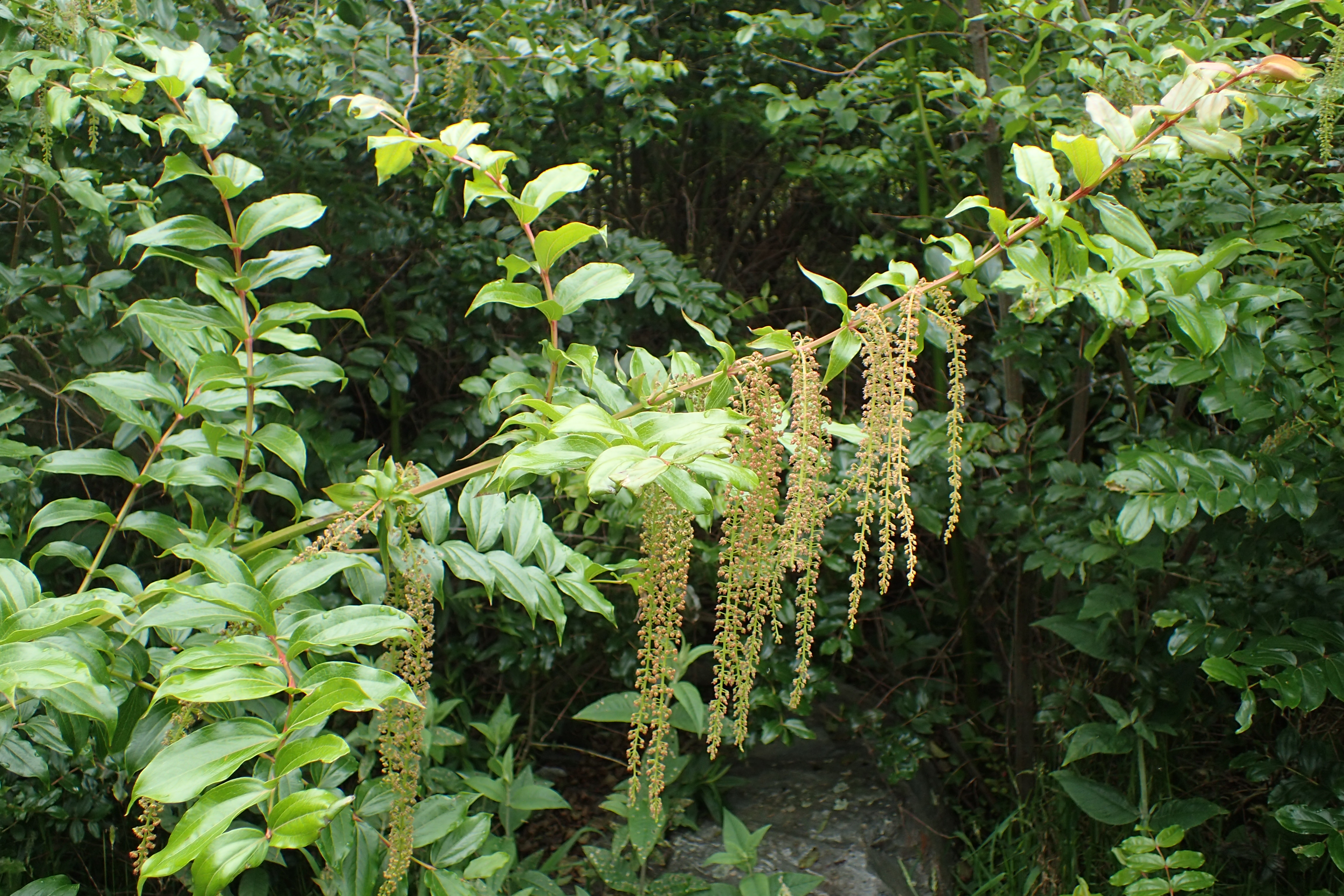
Květenství

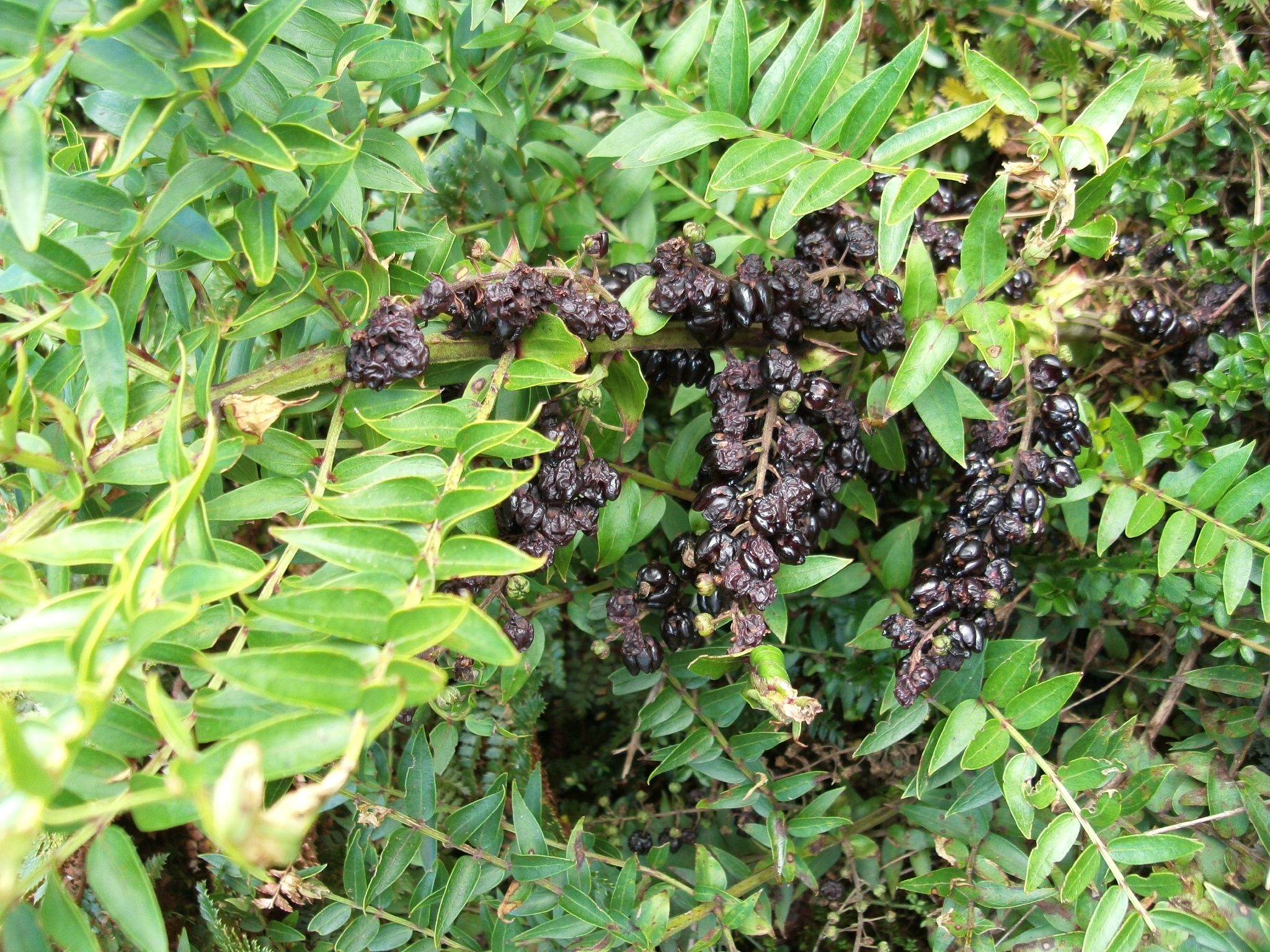
Přezrálá plodenství

Kožařka stromovitá (Coriaria arborea) je silně toxický, hustě větvený keř vysoký až 6 m nebo nízký stromek s asi 3 m dlouhým kmenem. Je hojně rozšířeným původním druhem a endemitem Nového Zélandu. Roste na Severním i Jižním ostrově, současně také na nedalekém Stewartově ostrově a dále na východně situovaných Chathamských ostrovech i severovýchodě položených Kermadekových ostrovech, všechny patří pod správu Nového Zélandu.
Rod kožařka, jediný rod čeledi kožařkovitých, je tvořen patnácti, disjunktně rozšířenými druhy. Jsou si podobné a rostou v jihozápadní Evropě, jihovýchodní Asii, v Japonsku, na Nové Guineji, ve Střední a Jižní Americe. Na Novém Zélandu roste sedm druhů, silně jedovaté jsou všechny.

## Ekologie
Dřevina osídluje hlavně narušená prostranství, břehy potoků i větších říčních toků a jezer, roste podél cest i na mořských útesech a písečných dunách, po vlhkých okrajích světlých lesů a na jejich otevřených pasekách. Mnohde tvoří dominantní náletovou dřevinou. Dobře odolává chladu a pro zdárný růst vyžaduje dostatek slunce, výživnou, vlhkou a propustnou půdu. Vyskytuje se od pobřeží do podhůří vysokého až 1000 m. Od září do února visí její květy v až 30 cm dlouhých šňůrách, od listopadu do dubna dozrávají v tmavé plody. Momentální podíl toxinů v rostlině se mnohonásobně liší podle stanoviště a ročního období. Počet chromozomů je 2n = 40.

## Popis
Neopadavý, bohatě rozvětvený keř dorůstající do 6 m nebo řidčeji stromek s asi 3 m vysokým kmenem válcovitého tvaru a šedou až hnědou kůru s patrnými lenticelami. Větve, které jsou v mládí čtyřhranné, jsou porostlé krátce řapíkatými nebo přisedlými, vstřícnými, tmavě zelenými listy ve dvou řadách. Čepele mají vejčité až kopinaté, dlouhé od 5 do 8 cm a široké od 4 do 5 cm, na bázi jsou okrouhlé nebo srdčité, na vrcholu zašpičatělé, po obvodě celokrajné, na lícní straně jsou lesklé, lysé a na rubové jemně chlupaté, mají jeden až tři páry obloukovitých postranních žilek, palisty nemají.
Květy jsou jen asi 4 mm velké, pětičetné, oboupohlavné a na 5 cm stopkách vytvářejí nicí, 15 až 30 cm dlouhá hroznovitá květenství. Kališní lístky jsou vejčité či kopinaté, 3 mm dlouhé, zelené a po obvodě často vroubkované. Korunní lístky jsou vejčitě kopinaté, 1,5 mm dlouhé, zelené, neopadavé a za plodu zdužnatělé. V květu roste ve dvou přeslenech deset volných tyčinek s vystouplými prašníky, gyneceum tvoří pět až deset plodolistů obsahující po jednom vajíčku, svrchní semeník má volné čnělky nesoucí drobné blizny. Přenos pylu nutného k opylení zajišťuje nejčastěji vítr, květy jsou silně dichogamní, čnělky s bliznami jsou připravené k opylení dlouho před dozráním pylu v prašnících květu.
Plod je bobule, někdy uváděná jako nažka, ve zralosti červená, fialová až černá, která obsahuje obvykle pět zploštělých semen s tenkým osemením. Semena jsou obklopená měkkými, zdužnatělými lístky asi 4 mm velkými, které vznikly přetvořením korunních plátků. Tato dužina není jako jediná část rostliny toxická. Do okolí jsou semena rozptylována plodožravými ptáky, kteří se takto průběžně starají o rozšiřování druhu. Jeden gram obsahuje asi 160 semen.
Kožařka stromovitá má početnou a stabilní populaci rostoucí na rozlehlém území a v současnosti ani v blízké budoucnosti jí nehrozí žádná významná omezení. Proto je IUCN zařazena mezi druhy málo dotčené (LC).

## Toxicita
Všechny části rostlin rodu kožařky jsou jedovaté, vyjma měkkých zdužnatělých lístků obklopující jedovatá semena. Toxicitu způsobuje látka tutin, jež působí na centrální nervovou soustavu a způsobuje křeče různých svalů, například i dýchacích, které mohou vést až ke smrti; dlouhodobě také poškozuje paměť. Celá rostlina je, vyjma dužnatého obalu semen, pro lidi silně hořká, takže se nepředpokládá její vědomá konzumace. Obsažená látka tutin je stejně toxická i pro býložravá zvířata, nepůvodní druhy ji spásají a následně hynou.
Jedovatý může být i med kontaminovaný tutinem nebo jeho deriváty. Drobný savý hmyz Scolypopa australis z čeledi Ricaniidae, patřící do podřádu křísů (Auchenorrhyncha), saje v larválním stadiu z rostliny mízu a jako odpad vylučuje hustou, sladkou, lepkavou substanci medovici sbíranou včelami a přetvářenou v med.
Za specifických přírodních podmínek, tj. vysoký počet toxických keřů a přemnožených křísů, horké suché počasí a absence atraktivnějších zdrojů potravy pro včely, může být překročená povolená hladina tutinu obsaženého v medu. Kodex potravinových norem pro Austrálii a Nový Zéland stanoví maximální úroveň tutinu v prodavaném medu do hodnoty 0,7 mg/kg. Hlavní rizikové období je od ledna do dubna a ovlivňuje med na většině Severního ostrova a v horní třetině Jižního ostrova. Místa nejvíce náchylná na tuto událost se obvykle nacházejí na Severním ostrově na poloostrově Coromandel i v zátoce Bay of Plenty a na severu Jižního ostrova v oblasti Marlborough Sounds. Řada lidí byla v průběhu let tímto toxickým medem více či méně otrávena. Poslední zaznamenaný případ hromadné otravy byl v roce 1974, kdy se s ní léčilo třináct pacientů. Od roku 1974 došlo k devítí případům a poslední známá otrava byla v roce 1991 v oblasti Bay of Plenty.

## Taxonomie
Jsou rozlišené dvě variety této rostliny.
- kožařka stromovitá pravá (Coriaria arborea var. arborea) a
- kožařka stromovitá kermadecká (Coriaria arborea var. kermadecensis), která roste pouze na ostrově Raoul, největším z neobydlených subtropických Kermadekových ostrovů vzdálených asi 1000 km od Nového Zélandu. Tato varieta se od nominátní, rozšířené po celém Novém Zélandu, odlišuje světlejšími oválnými listy, které bývají dlouhé jen 45 až 55 mm a jsou zcela bez řapíku, celá rostlina je choulostivější na chladné počasí.[3][12]